# Thyranthrene metazonata
Thyranthrene metazonata là một loài bướm đêm thuộc họ Sesiidae. Nó được biết đến ở Nam Phi.